# Prateria mediterranea
La prateria mediterranea, detta anche steppa mediterranea o prateria steppica mediterranea, è una formazione vegetale, tipica dei pendii rupestri soleggiati, caratterizzata in prevalenza da essenze erbacee xerofile, soprattutto graminacee cespitose.
Nell'area mediterranea queste formazioni sono molto diffuse dalle quote più basse fino ai 1000 m.
Spesso rappresenta lo stadio finale della degradazione di una preesistente macchia mediterranea, come risultato di incendi ricorrenti e del pascolo.  

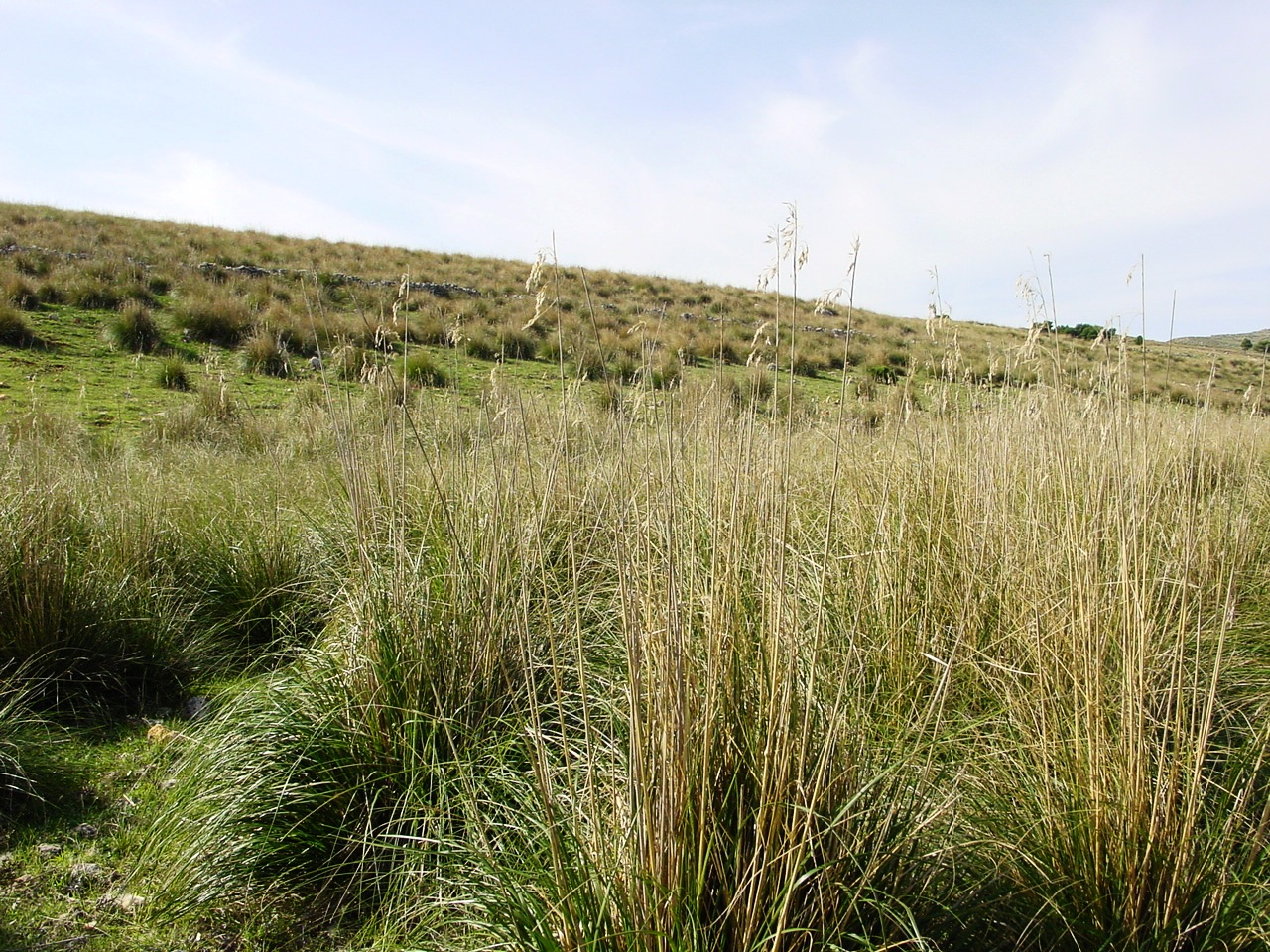
Prateria ad Ampelodesmos. Riserva dello Zingaro

I principali tipi di prateria mediterranea sono:
- prateria ad Ampelodesmos o ampelodesmeto
- prateria  a Lygeum
- prateria  a Hyparrhenia